# Meridiano 43 W
O meridiano 43 W é um meridiano que, partindo do Polo Norte, atravessa o Oceano Ártico, Gronelândia, Oceano Atlântico, América do Sul, Oceano Antártico, Antártida e chega ao Polo Sul.
Forma um círculo máximo com o Meridiano 137 E.
Começando no Polo Norte, o meridiano 43º Oeste tem os seguintes cruzamentos:
| País, território ou mar | Notas |
| ----------------------- | --- |
| Oceano Ártico           | |
| Mar de Lincoln          | |
| Gronelândia             | |
| Fiorde de J.P. Koch     | |
| Gronelândia             | |
| Oceano Atlântico        | |
| Brasil                  | Maranhão Piauí Maranhão Piauí Bahia Minas Gerais Rio de Janeiro — passa a leste da cidade do Rio de Janeiro |
| Oceano Atlântico        | |
| Oceano Antártico        | |
| Antártida               | Território reivindicado pela Argentina (Antártida Argentina) e Reino Unido (Território Antártico Britânico) |